# Miss Santa Catarina 2016
Miss Santa Catarina 2016 foi a 59ª edição do tradicional concurso de beleza de Miss Santa Catarina, válido para o Miss Brasil 2016, único caminho para o Miss Universo.  Coordenado há anos pelo promoter Túlio Cordeiro, da "Crazy Models", o certame deste ano contou com a participação de dezesseis (16) aspirantes ao título pertencente a então Vice-Miss Brasil 2015, Sabrina Meyer.
Realizado no dia 27 de Agosto no Maria's Itajaí Convention Center  sob a apresentação de Grace Martins e do próprio organizador do concurso, Túlio Cordeiro, sagrou-se campeã a paranaense representante de Araranguá, Mariana Rezende Guerra.  Vale ressaltar que a nova detentora do título estadual não foi coroada por sua antecessora, já que a mesma não esteve presente. Laura Lopes, vencedora de 2014 fez a coroação.

## Resultados

### Colocações
| Posição               | Município e Candidata |
| Vencedora             | - Araranguá - Mariana Guerra |
| 2º. Lugar             | - Joaçaba - Thainara Latenik |
| 3º. Lugar             | - Itapema - Franciane Richter |
| 4º. Lugar             | - Blumenau - Andressa Bampi |
| 5º. Lugar             | - Joinville - Amanda Felski |
| Top 10 Semifinalistas | - Balneário Camboriú - Luana Bernz - Brusque - Juliana Fritzen - Concórdia - Jéssica Cosmann - Florianópolis - Juliana Policastro - Itajaí - Letícia Angelino |

### Prêmios Especiais
O concurso distribuiu os seguintes prêmios especiais:
| Prêmio          | Município e Candidata          |
| Miss Be Emotion | - Araranguá - Mariana Guerra   |
| Miss Fotogenia  | - Campos Novos - Maiara Milani |
| Miss Elegância  | - Itapema - Franciane Richter  |

### Ordem dos Anúncios
| 1. Balneário Camboriú 2. Joaçaba 3. Concórdia 4. Brusque 5. Itapema 6. Florianópolis 7. Itajaí 8. Joinville 9. Blumenau 10. Araranguá | 1. Itapema 2. Joaçaba 3. Araranguá 4. Joinville 5. Blumenau |  |  |

## Resposta Final
Questionada pela pergunta final se a mulher contemporânea ainda sofre discriminação, a vencedora respondeu:
| “ | Boa noite a todos os jurados, boa noite a todos os presentes! Eu acredito que ainda existe muita discriminação. Apesar de todo espaço que nós mulheres conquistamos com o tempo, mais ainda há muito espaço a ser conquistado. Eu vejo a mulher de hoje em dia uma mulher forte, uma mulher determinada a conquistar esse espaço, afinal somos todos iguais, em direitos e deveres. Obrigado! | ” |

## Jurados
| 1. Amanda Sasso, blogueira; 2. Aline Cunha, modelo e designer; 3. Howard Gillick, empresário canadense; 4. Carina Beduschi, arquiteta e Miss Brasil 2005; 5. Cláudia Taques, arquiteta e produtora de eventos; 6. Glaico França, lutador de UFC, finalista do TUF Brasil 4; 7. Francine Eickemberg, designer e Miss Mundo Brasil 2000; 8. Adriane Daniele, representando a organização Miss Brasil; 9. Roberto y Plá, diretor de eventos do Grupo Bandeirantes; 10. Tajanna Ceratti, apresentadora do Mundo Fashion; 11. Elaine Malfitano, atriz, modelo e publicitária; 12. João Francisco do Vale, cirurgião plástico; 13. Luciana Haugg, jornalista; | 1. Geórgia Mello, empresária; 2. Laura Lopes, Miss Santa Catarina 2014. 3. Dary Kumakola, blogueira; |

## Candidatas
Disputaram o título este ano:
| - Araranguá - Mariana Guerra - Balneário Camboriú - Luana Bernz - Blumenau - Andressa Bampi - Brusque - Juliana Fritzen - Camboriú - Beatriz Bilk - Campos Novos - Maiara Milani - Concórdia - Jéssica Cosmann - Florianópolis - Juliana Policastro | - Gaspar - Greicy Goedert - Itajaí - Letícia Angelino - Itapema - Franciane Richter - Joaçaba - Thainara Latenik - Joinville - Amanda Felski - Lages - Maise Studzinski - Palhoça - Isabella Abdon - Tubarão - Isadora Lima |

## Dados das candidatas
| - Araranguá: Formada em Engenharia de Energia, Mariana Guerra é natural de Bandeirantes no Paraná e foi indicada durante um coquetel na Câmara de Vereadores de Araranguá. Ela tem 24 anos, 1.76m de altura, com olhos azuis e cabelos castanhos. O evento foi organizado por Sara Guerra sob a coordenação de Rafael Camilo e teve a presença do Prefeito Sandro Maciel. - Balneário Camboriú: Moradora do bairro Iate Clube, Eliza Teixeira de 18 anos e 1.70m de altura foi a vencedora em evento realizado no dia 20 de Julho no Marina Beach Towers, entretanto abdicou do título para se dedicar aos estudos, visto que passou no vestibular da UDESC. Fica em seu lugar Luana Bernz, de 18 anos e 1.74m de altura, ela ficou em 3º no concurso. - Blumenau: Andressa Bampi da Fonsêca derrotou outras 9 candidatas em busca do título municipal. A advogada ganhou $5.000,00 e o direito de representar o município no Estadual. A bela tem 23 anos, 60kg distribuídos em 1.80m de altura e é natural de Blumenau, residente no bairro Jardim Blumenau. O certame municipal aconteceu no Norte Shopping, popular da cidade. - Brusque: Juliana Fritzen de 24 anos e 1.77m de altura foi eleita por concurso municipal realizado dia 08 de Junho no Shopping Gracher, em Brusque. Formada em Administração, ela disputou com mais sete candidatas no concurso promovido pela Prefeitura Municipal, com a coordenação de Marcio Schaefer e da Miss Brusque 2015, Alexandra Vilamoski que coroou sua sucessora. - Camboriú: O concurso municipal foi realizado no dia 04 de Agosto nas imediações do Espaço Garden, e trouxe a exclusão do tradicional título de miss simpatia pelo de miss soliedariedade. A vencedora da noite foi a estudante do 4º período de Estética, Beatriz Regina Bilk. Beatriz tem 21 anos e expressivos 1.85m de altura. Ela desbancou outras cinco candidatas em busca do título. - Campos Novos: Maiara Mliani derrotou outras 7 candidatas na disputa municipal que elege a mais bela de sua cidade. A 11ª edição do evento foi realizado no Clube Aqua Camponovense. Formanda em Ciências Contábeis e primeira à responder a pergunta dos jurados, Maiara ainda ganhou o título de Miss Elegância. A vitória foi em homenagem à irmã, que competiu ano passado e que faleceu em 2015. - Concórdia: Jéssica Andressa Cosmann, nascida em Seara, tem 23 anos e 1.71m de altura e é Engenheira Ambiental e Sanitária. Jéssica diz que ter sido eleita Miss "é uma sensação inexplicável, já que sempre foi seu sonho e conseguir realizá-lo é incrível". Pretende representar a cidade com muito orgulho e responsabilidade, explica. Para ganhar, Jéssica derrotou oito candidatas. - Florianópolis: Disputando o título com outras cinco candidatas, a veterana Juliana Policastro sagrou-se campeã em evento realizado no Teatro da Ubro com coordenação de Caio Cavichiolli. Juliana tem 25 anos e 1.80m de altura. Estudante de Psicologia, foi na Ford Models de Florianópolis, sua cidade natal, que deu os primeiros passos na carreira, aos 14 anos. | - Gaspar: Indicada e coroada, Greicy Michele Goedert recebeu a faixa e a coroa das mãos de Emanuele Pamplona, Miss Gaspar 2015. Greicy tem 22 anos, 1.70m e 57kg. A nova Miss está cursando o 5º semestre de Matemática. Na cerimônia de coroação, a coordenadora Nany Martins acompanhou tudo de perto e já está no ritmo de preparação com Greicy rumo ao estadual. - Itajaí: Representando o bairro de Vila Operária, Letícia Lidiane Angelino sagrou-se campeã entre outras cinco candidatas que disputavam o título municipal no Belvedere Beach Club. A nova Miss foi presenteada com roupas e acessórios dos patrocinadores. Letícia tem 21 anos e 1.70m de altura. Já disputou o certame nacional de Miss Mundo Brasil em 2016. - Itapema: Realizado na noite do dia 06 de Junho no Restaurante Indaiá, Franciane Richter de 18 anos e 1.83m se tornou a nova Miss de seu município. A coroa foi passada das mãos da Miss Itapema 2015 Franciele Silva para o novo reinado de Franciane, que também é atleta de vôlei de praia. A nova miss vai ser presenteada com roupas e acessórios dos apoiadores. - Joaçaba: A veterana Thainara Latenik, nascida em Herval D'oeste, foi indicada e coroada como Miss Joaçaba 2016. Ela tem 25 anos e 1.73m de altura. A nova detentora do título municipal é formada em Gestão Ambiental. O cerimonial da coroação aconteceu em grande estilo no gabinete do Prefeito de Joaçaba, Rafael Laske e também contou com a presença do Vice Prefeito Marcos Weiss. - Joinville: Realizado no Clube Harmonia Lyra pelo empresário Ricardo Santos, Amanda Felski Peres de 24 anos e 1.76m de altura foi eleita em um evento digno da sociedade joinvilense. Amanda é formada em Engenharia Química, nasceu e cresceu na cidade. A responsável por passar a faixa e a coroa à nova vencedora foi Gabriela Klappoth, Miss Joinville de 2015. - Lages: Maise Studzinski foi indicada pela coordenadora municipal, Karla Cruz em uma cerimônia privada que ocorreu no dia 13 de Agosto no Studio Top Society. Maise é estudante de odontologia e tem 1.80 m, 65 kg, manequim 38, olhos e cabelos castanhos. A Miss Lages 2016 está sendo fortemente patrocinada pelos empresários lageanos locais. - Palhoça: Coroada no Gabinete do Prefeito Municipal Camilo Martins, na Prefeitura Municipal de Palhoça, Isabella Abdon tem 24 anos, 1.68m de altura, 57kg e é estudante do curso de Jornalismo. Ela nasceu em Natal e reside em Palhoça há 5 anos. Estiveram presentes na coroação além do prefeito, o Procurador Luciano Tozze e os secretários da Educação e Infra Estrutura do município. - Tubarão: Isadora Lima tem 19 anos, 1.68m de altura, 85 de busto, 59 de cintura e 92 de quadril. Seus olhos e cabelos são castanhos escuros. A nova Miss é estudante do 3º semestre de Arquitetura e Urbanismo. O coquetel de coroação organizado pelo coordenador Rafael Camilo teve a presença do Prefeito Olavo Fachetti e da Primeira Dama Jane Fachetti. |

## Crossovers
Candidatas em outros concursos:
| Miss Mundo Santa Catarina - 2013: Joaçaba - Thainara Latenik (Vencedora) - (Representando o município de Joaçaba) - 2015: Itajaí - Letícia Angelino (5º. Lugar) - (Representando o município de Itajaí) - 2016: Palhoça - Isabella Abdon - (Representando o município de Palhoça) Miss Santa Catarina Globo - 2014: Joinville - Amanda Felski (3º. Lugar) - (Representando o município de Joinville) Miss Mundo Brasil - 2013: Joaçaba - Thainara Latenik (3º. Lugar) - (Representando o Estado de Santa Catarina) - 2015: Florianópolis - Juliana Policastro (13º. Lugar) - (Representando a praia de Jurerê Internacional) - 2016: Itajaí - Letícia Angelino (35º. Lugar) - (Representando o Vale do Itajaí) | Miss Continentes Unidos - 2013: Joaçaba - Thainara Latenik - (Representando o Brasil em Guaiaquil, no Equador) Miss Global City - 2015: Florianópolis - Juliana Policastro (6º. Lugar) - (Representando o Brasil em Pequim, China) Miss Model of the World - 2015: Joinville - Amanda Felski - (Representando o Brasil em Shenzhen, China) Gata Gaspar - 2014: Gaspar - Greicy Goedert (2º. Lugar) - (Sem representação específica) Garota UNIFEBE - 2013: Brusque - Juliana Fritzen (Vencedora) - (Sem representação específica) |

## Ligações Externas
- Site do Miss Brasil

- Site do Miss Universo (em inglês)

- Site do Miss Santa Catarina